# Jorge Federico de Erbach-Breuberg
El Conde Jorge Federico de Erbach-Breuberg (6 de octubre de 1636-23 de abril de 1653) fue un príncipe alemán miembro de la Casa de Erbach y gobernante sobre Breuberg.
Era el hijo mayor del Conde Jorge Alberto I de Erbach-Schönberg y de su tercera esposa Isabel Dorotea, hija del Conde Jorge Federico II de Hohenlohe-Waldenburg en Schillingsfürst.

## Biografía
Debido a que él y sus hermanos eran todavía menores al tiempo de la muerte de su padre en 1647, la tutela y gobierno sobre los dominios de Erbach fueron asignados al mayor de sus hermanastros Jorge Ernesto, quien en 1653 dio a Jorge Federico el distrito de Breuberg cuando alcanzó la mayoría de edad. Sin embargo, Jorge Federico murió soltero y sin hijos poco después y Breuberg fue reunificado de nuevo bajo el gobierno de Jorge Ernesto.